# Каменская, Валентина Георгиевна
Валентина Георгиевна Каменская (род. 15 февраля 1947) — российский учёный-психофизиолог, член-корреспондент РАО (2007).

## Биография
Родилась 15 февраля 1947 года в Ленинграде.
В 1970 году — окончила ЛГУ имени А. А. Жданова.
В 1975 году — защитила кандидатскую диссертацию, тема: «Особенности функциональной организации слухового входа во фронтальные отделы коры мозга кошки».
В 1995 году — защитила докторскую диссертацию, тема: «Время в процессе отражения и как фактор организации целенаправленных акустико-моторных реакций человека».
С 1970 года — работала в Санкт-Петербургском государственном университете (ранее ЛГУ им. А. А. Жданова) старшим лаборантом кафедры физиологии высшей нервной деятельности биолого-почвенного факультета.
С 1992 по 2013 годы — руководитель кафедры психологии и психофизиологии ребёнка Института детства Российского государственного педагогического университета имени А. И. Герцена.
С 2014 года — профессор кафедры психофизиологии и педагогической психологии Елецкого государственного университета имени И. А. Бунина.
В 2007 году — избрана членом-корреспондентом РАО от Отделения психологии и возрастной физиологии.

## Научная деятельность
Сфера научных интересов: психофизиология развития и когнитивной деятельности, интеллектуальная одаренность.
Основатель научно-педагогической школы «Дифференциальная психология и психофизиология».
С 2014 по 2016 годы — научный руководитель экспериментальной площадки районного уровня «Организационно-педагогическая модель индивидуального образовательного маршрута ученика в профильном обучении на основе сетевого взаимодействия» в школа № 507 Московского района Санкт-Петербурга.
Читает курсы: конфликтология, психофизиология, психофизиология индивидуальных различий.
- Каменская В. Г. Социально-психологические основы управленческой деятельности. — М.: Academia, 2002, 2018.
- Каменская В. Г. Психология конфликта: мотивация и психологические защиты, М.: Юрайт. 2018
- Каменская В. Г., Томанов Л. В., Драганова О. А. Психодиагностика ребёнка. — М.: Форум, 2011, 2017.
- Каменская В. Г., Мельникова И. Е. Возрастная анатомии, физиология и гигиена. — СПб: Питер. 2015
- Каменская В. Г. и др., Конституциология: прошлое и настоящее. — Елец, изд-во ЕГУ, 2014.
- Каменская В. Г. Психологическая защита и мотивации в структуре конфликта. — М.: Academia. 1999. — 143 с.
- Каменская В. Г. Детская психология с элементами психофизиологии. — М.: Форум, Инфра-М, 2005. М.: Форум, 2011, 2018
- Каменская В. Г. Психология общения: структура системы эго-защит. процессов в онтогенезе поведения: Лекции. — СПб: Образование, 1993. — 26 с.
- Каменская В. Г., Зверева О. В. К школьной жизни готов! Диагностика и критерии готовности дошкольника к школьному обучению. — СПб: Детство-Пресс, 2004. — 44 с.
- Каменская В. Г. , Мельникова Е. И. Психология развития: общие и специальные вопросы. — СПб: Детство-Пресс, 2008. — 366 с.
- Каменская В. Г.Ю, Котова С. А. Концептуальные основы здоровьесберегающих технологий развития ребёнка дошкольного и младшего школьного возраста. — СПб: Книжный Дом, 2008. — 222 с.
- Каменская В. Г. и др. Современные методы диагностики и коррекции социальных дезадаптаций и аддикций у участников образовательного процесса. — СПб: Изд-во РГПУ, 2011.
- Каменская В. Г., Николаева Е. А. Аддиктология: теоретические и экспериментальные исследования формирования аддикции. — М.: Форум, 2011. — 208 с.

## Награды
- Медаль «В память 300-летия Санкт-Петербурга»
- Почётная грамота Минобрнауки России
- Почётная грамота Российской Академии Образования за высокие заслуги и достижения в области психологии (2017)
- Диплом лауреата областной премии имени Николая Геннадиевича Басова (2017)